# John Francis Bray
John Francis Bray (ur. 1809, zm. 1895) – przedstawiciel socjalizmu ricardiańskiego, działacz angielskiego i amerykańskiego ruchu robotniczego. Uczeń i kontynuator Roberta Owena, wyznawca owenowskiej idei komunizmu spółdzielczego. 
Rozwijał ekonomię polityczną Ricarda. Domagał się pełnego produktu pracy dla robotnika, wychodząc z założenia, że na podstawie produkcji towarowej można zorganizować wymianę w taki sposób, aby każdy wytwórca otrzymał całkowity produkt swej pracy. Za jedyny środek osiągnięcia gospodarki komunistycznej uważał ekonomiczną walkę robotników. Wnikliwy i ostry krytyk kapitalizmu, uważał charakter kapitalizmu za przejściowy i rolę klasy robotniczej za historyczną oraz widział sprzeczność antagonistyczną między pracą i kapitałem. Jego główne dzieło to Labour’s Wrongs and Labour’s Remedy (1839).